# Жубер, Петрус Якобус
Пе́трус Яко́бус Жубе́р (африк. Petrus Jacobus Joubert, более известный как Пит Жубер; 20 января 1831 — 28 марта 1900) — политический деятель и коммандант-генерал Республики Трансвааль.

## Биография
Семья Жубера имела французские корни: его предок и тёзка, провансалец Пьер Жубер, будучи гугенотом, после отмены Людовиком XIV в 1685 году Нантского эдикта, сначала перебрался в Нидерланды, а в 1688 году переселился в Капскую колонию,  числе восьмисот гугенотов.
Петрус Жубер родился в Капской колонии, в округе Оудтсхоорн, в урочище Дамаскус, на ферме Канго (Cango), а потом, в ходе Великого Трека, переехал с отцом в Наталь (в отряде Питера Ретифа). Ретиф и вся его делегация были изменнически убиты зулусским королём Дингааном сразу после подписания мирного договора. Такая же участь грозила и всему отряду Ретифа, включая Жуберов. Они были спасены летучим отрядом-«коммандо» (Vlug Kommando) доблестного Андриса Преториуса…
В 1847 году Петрус Жубер перебрался в Республику Трансвааль. Сначала юный Пит Жубер трудился на фермах, а затем занялся изучением юриспруденции. В 1851 году Пит Жубер женился на Хендрине Йоханне Сусанне Бота (Botha). В 1852 году Жубер сражался с Сечеле, правителем племени баквена, относящегося к этнической общности тсвана. Жубер приобрёл большое уважение среди жителей округа Ваккерстроом. В 1864 году его избрали депутатом фольксраада. Вскоре Жубер стал его президентом. В 1875 году Петрус Якобус Жубер был назначен генеральным прокурором республики Трансвааль.
Во время первой аннексии Трансвааля англичанами Жубер приобрел репутацию непримиримого патриота. В 1880—1881 годах Петрус Жубер возглавил войну буров за независимость Трансвааля, оккупированного английскими войсками. С 1880 года — коммандант-генерал (верховный главнокомандующий) трансваальской армии. Успешно сражался с англичанами, одержал блестящую победу в битве за Маджуба-Хилл, а затем разгромил англичан при Ленгс-Неке и Ингого. Жубер участвовал в бурском триумвирате, который правил страной в переходный период.
На выборах 1893 г. Жубер собрал 7246 голосов, а Крюгер — 7911. В 1893 и 1898 годах Жубер был кандидатом «Прогрессивной» партии на пост президента республики. В 1898 году избран вице-президентом (при президенте Пауле Крюгере).
Когда президент Крюгер выразил свою радость по поводу открытия новых золотых приисков, Жубер сказал ему: «Нам надо не радоваться, а плакать, потому что из-за золота наша земля пропитается кровью». Его пророчество полностью сбылось.
После того, как буры Трансвааля в 1895 году окружили и взяли в плен отряд британца Джеймсона, планировавшего поднять в Трансваале антибурское восстание «ойтландеров», — Жубер руководил постройкой системы укреплений в стране на случай войны. При этом он был сторонником умеренных уступок требованиям Англии и в связи с этим конфликтовал с П. Крюгером. Тем не менее, во время войны с Англией он был назначен командующим вооружённых сил Трансвааля. Но в ведении боевых действий он не проявлял инициативы и свои главные силы (около 21 000 человек) сосредоточил вокруг осаждённого Ледисмита (с гарнизоном 12 500). Это было ошибкой, так как время, когда было ещё не поздно оккупировать Наталь, буры упустили, и англичане смогли перебросить в страну крупные подкрепления.
Умер Жубер от последствий падения с коня. Крюгер на его похоронах сказал, что «потерял правую руку»… После Жубера командование бурскими отрядами в Натале было возложено на Луиса Боту.

## Свидетельства современников
Леонид Покровский, российский офицер и доброволец, сражавшийся на стороне буров, следующим образом описывал П. Жубера: 

Несмотря на свою уже значительную седину, он выглядел ещё далеко не стариком, держался прямо, немного полный, выше среднего роста, представительный, он производил симпатичное впечатление. Одет он был также, как и все буры, и также имел грязные загорелые черствые руки простого крестьянина.— 
Джордж Уайт, английский генерал: 

Это был солдат и джентльмен, мужественный и достойный противник.